# Ibrahim Ayew
Ibrahim Abdul Rahim Ayew, meglio noto semplicemente come Ibrahim Ayew (Tamale, 16 aprile 1988), è un calciatore ghanese, centrocampista del Lincoln Red Imps.

## Biografia
Abdul Rahim è il figlio di Abedi Pelé, nipote di Kwame Ayew, fratello di André Ayew e Jordan Ayew. Tutti sono o sono stati calciatori professionisti.

## Palmarès

### Club

#### Competizioni nazionali
- Ghana Premier League: 1

Asante Kotoko: 2013-2014
- Campionato gibilterriano: 2

Europa FC: 2016-2017
Lincoln Red Imps: 2024-2025
- Coppa di Gibilterra: 4

Europa FC: 2016-2017, 2017-2018, 2018-2019
Lincoln Red Imps: 2023-2024
- Supercoppa di Gibilterra: 3

Europa FC: 2016, 2018, 2019